# Bodon VIII de Stolberg-Wernigerode
Bodon VIII de Stolberg-Wernigerode (surnommé le Bienheureux, né le 4 janvier 1467 à Stolberg et mort le 22 juin 1538 dans la même ville) est comte de Stolberg et d'Hohnstein et seigneur de Wernigerode de 1511 jusqu'à sa mort. 

## Biographie
Il est né à Stolberg, fils du comte Henri IX "l'Ancien" de Stolberg et de sa première épouse Mathilde, fille du comte Volrad de Mansfeld. Il a un frère jumeau, Henri le Jeune. 
Bodon passe une partie de sa jeunesse dans le sud du Saint-Empire, où il est élevé à la cour du comte et plus tard duc Eberhard VI de Wurtemberg, le frère de sa belle-mère. Après avoir fourni des services de chevalier pendant plusieurs années, il se rend à Jérusalem du 16 avril 1493 au 9 février 1494. 
C'est un diplomate habile. En 1491 et 1492, la situation financière de Stolberg nécessite une transformation extraordinaire de l'administration, dans laquelle la responsabilité des finances du comté esttransférée au trésorier et l'administration dirigée par des fonctionnaires instruits. Parce qu'il est un administrateur et un négociateur si compétent, il est employé par l'empereur, ainsi que par ses seigneurs et ses grands domaines. Parfois, il agit à titre temporaire, parfois des bureaux ou des affaires lui sont donnés. Le premier à l'employer est le duc Georges de Saxe, qu'il sert comme capitaine à Cobourg. Georges étend ses demandes au-delà de ce qui est normalement attendu d'un vassal et envoie Bodon à la Diète et à d'autres missions inhabituelles. 
La rôle historique de Bodon, cependant, ne réside pas dans un service spécifique qu'il a rend à un prince en particulier, mais principalement dans sa relation avec le plus grand prélat de l'empire: le cardinal Albert, qui est archevêque de Magdebourg et de Mayence. De 1515 jusqu'à sa mort, il est conseiller du cardinal ou chamberlain pour les diocèses de Magdebourg et d'Halberstadt, c'est-à-dire qu'il représente le cardinal, ou agi pour le compte du cardinal dans les nombreuses questions d'importance variable qui lui sont confiées. Lorsqu'il est confronté à la Réforme, le comte suit sa nature et celle de son maître, et agit principalement avec douceur et conciliation. Bodon jouit de la confiance inconditionnelle du cardinal, bien qu'il demande à être relevé de ses fonctions après seulement quelques années. Son comté et sa famille souffrent de son absence prolongée et en 1524, il insiste pour qu'il soit relevé de ses fonctions. À partir de cette date, il ne fournit que des conseils à domicile. 
Indépendamment de son service au cardinal Albert, Bodon agit également en tant que conseiller des empereurs Maximilien Ier et Charles V, qui le remercient avec des cérémonies spéciales en 1518 et 1521, respectivement. En 1521, Charles V propose de le faire membre du deuxième gouvernement impérial de Nuremberg, mais Bodon décline l'offre. 

## Mariage et issue
Bodon s'est marié le 24 août 1500 à Königstein avec Anne, la sœur d'Eberhard IV, qui est le dernier seigneur d'Eppstein et du comte de Königstein à partir de 1505. Après la mort d'Eberhard sans enfant en 1535, Königstein, y compris Eppstein, est hérité par les fils de Bodon, Louis (mort en 1574) et Christophe (mort en 1581). Ils ont eu les enfants suivants :
- Wolfgang de Stolberg (né le 1er octobre 1501 et mort le 8 mars 1552), marié avec Dorothée de Regenstein-Blankenburg et Geneviève de Wied ;
- Botho (né en 1502 et mort le 2 mai 1503) ;
- Anne II de Stolberg (née le 28 janvier 1504 et morte le 4 mars 1574) devient abbesse de l'abbaye de Quedlinbourg à l'âge de 12 ans avec l'approbation papale ;
- Louis de Stolberg (né le 12 janvier 1505 et mort le 1er septembre 1574), marié avec Walburge-Jeanne de Wied-Runkel (née vers 1510/15 et morte en 1578) ;
- Julienne de Stolberg (née le 15 février 1506 et morte le 18 juin 1580), mariée avec Philippe II de Hanau-Münzenberg et Guillaume de Nassau-Dillenbourg ;
- Marie (née le 8 décembre 1507 et morte le 6 janvier 1571), mariée à Cunon II de Linange-Vesterbourg († 1547) ;
- Henri de Stolberg (né le 2 janvier 1509 et mort le 12 novembre 1572), marié avec Élisabeth de Gleichen-Rembda († 1578) ;
- Philippe (né le 24 mai 1510 et mort le 21 septembre 1531) ;
- Madeleine de Stolberg (née le 6 novembre 1511 et morte le 19 novembre 1546), mariée avec Ulrich X de Regenstein-Blankenburg ;
- Eberhard (né en 1513 et mort le 21 avril 1526) ;
- Catherine (née le 24 octobre 1514 et morte le 18 juin 1577), mariée avec Albert d'Henneberg (mort en 1549) ;
- Albert-Georges (né le 2 mars 1516 et mort le 4 juillet 1587), comte de Stolberg ;
- Christophe (né le 10 janvier 1524 et mort le 8 août 1581).